# Bang Kruai
Bang Kruai (thai: บางกรวย) er en by i provinsen Nonthaburi i det centrale Thailand. I 2016 havde byen en befolkning på 42.390.
Byen er hovedstad i distriktet af samme navn.